# Västertryserum
Västertryserum är en tidigare småort i Tryserums socken i Valdemarsviks kommun. Här låg Tryserums kyrka som senare övergavs för den nya kyrkan i Tryserum. 2015 hade folkmängden minskat och småorten upplöstes.